# Estação Virrei Amat

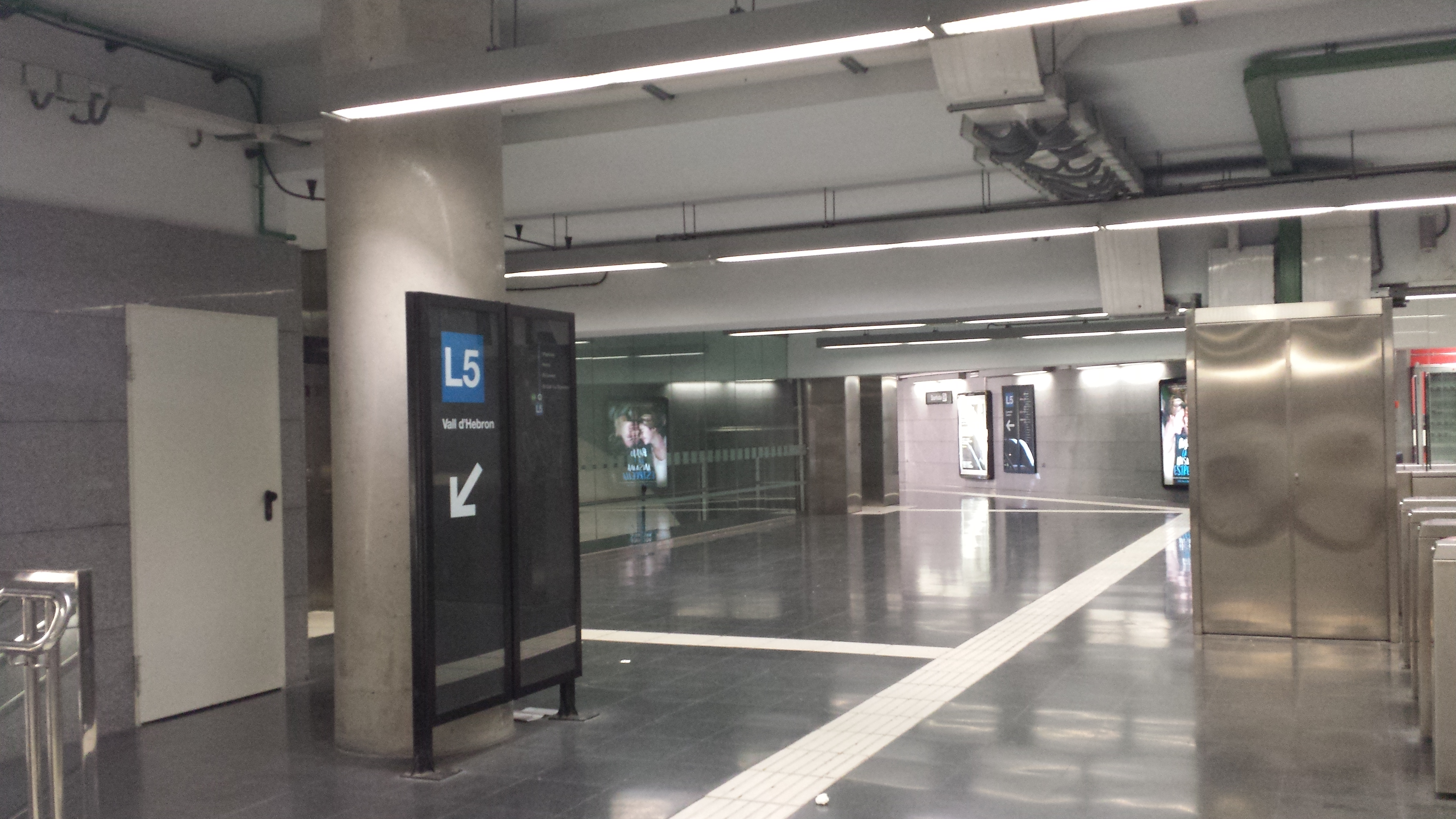
Estação Virrei Amat em 2014.

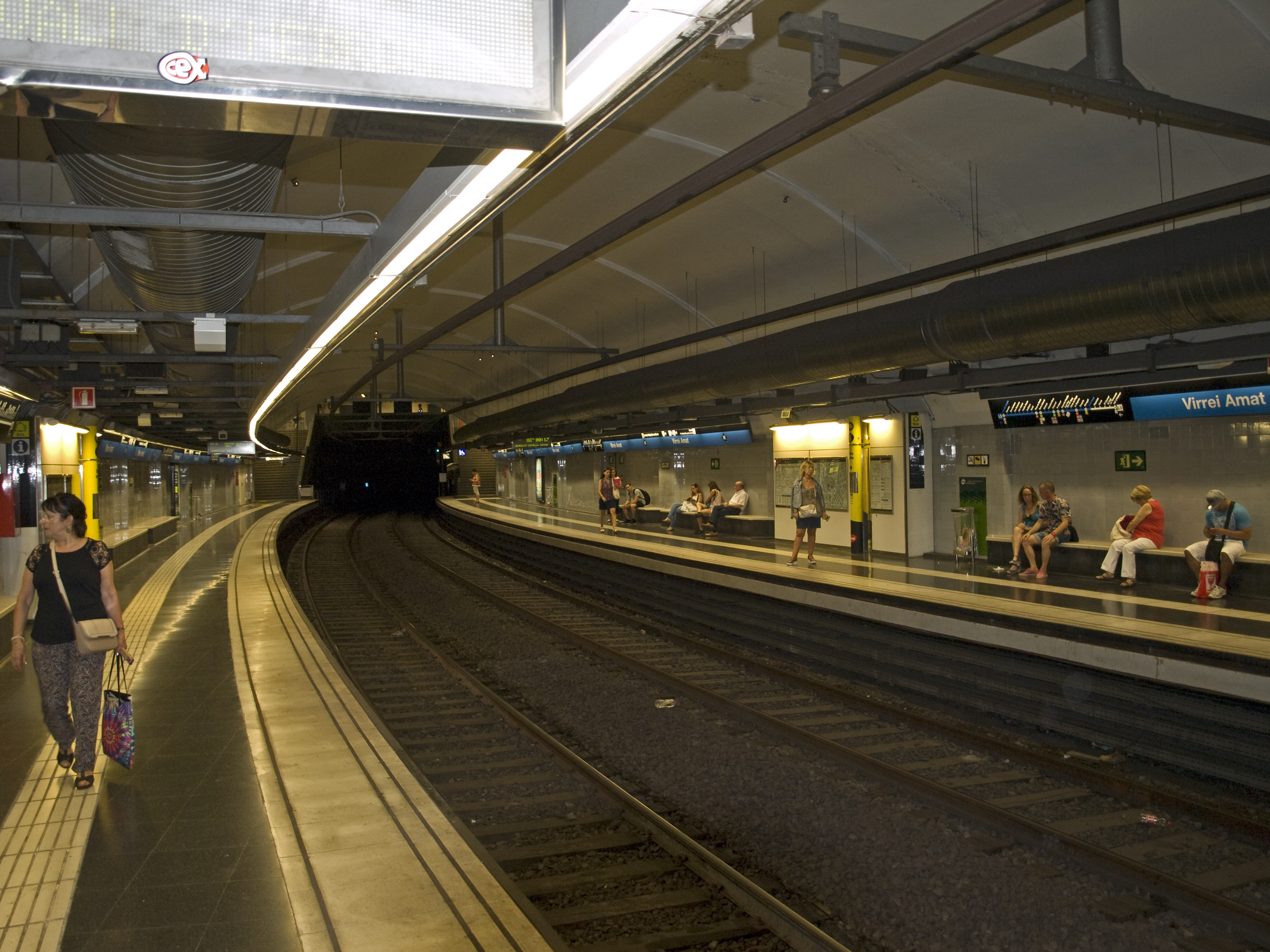
Estação Virrei Amat em 2015.

Virrei Amat é uma estação da linha Linha 5 do Metro de Barcelona.Entrou em funcionamento em 1959.

## Localização
- Barcelona;  Espanha,  Catalunha.